# فهرست والیان بادغیس
جدول زیر فهرست والیان ولایت بادغیس افغانستان است.

## فهرست
| والی | والی | والی                  | دوره                   | جزئیات | یاداشت |
| ---- | ---- | --------------------- | ---------------------- | ------ | ------ |
|      |      | عزیز الله افضلی       | -                      |        |        |
|      |      | گل محمد عارفی         | - ۲۰۰۵                 |        |        |
|      |      | عنایت‌الله عنایت       | ۲۰۰۵ مه ۲۰۰۷           |        |        |
|      |      | محمد نسیم توخی        | ۲۳ مه ۲۰۰۷ نوامبر ۲۰۰۷ |        |        |
|      |      | محمد اشرف ناصری       | نوامبر ۲۰۰۷ مارس ۲۰۰۹  |        |        |
|      |      | دلبرجان آرمان شینواری | مارس ۲۰۰۹              |        |        |
|      |      | محمد طاهر صبری        | ۱۳۹۱ ۱۳۹۲              |        |        |
|      |      | احمدالله علیزی        | ۱۳۹۲ ۱۴ جوزا ۱۳۹۴      |        |        |
|      |      | محمدانور اسحاق‌زی      | ----                   |        |        |
|      |      | جمال‌الدین اسحاق       | ----                   |        |        |
|      |      | عبدالغفور ملک زی      | ۶ ثور/اردیبهشت ۱۳۹۶    |        | [ ۱ ]  |